# 國井利泰
國井 利泰（くにい としやす、1938年1月1日 -  2020年11月3日）は、日本の情報科学者、理学博士。東京大学名誉教授。会津大学名誉教授。

## 来歴
東京都出身。1962年、東京大学理学部化学科を卒業した。1967年、東京大学より理学博士号を取得。1978年、東京大学情報科学科教授に就任する。1993年、会津大学の初代学長となる。
1991年、ビジュアルコンピューティングへの功績により米国電気電子学会（IEEE）よりフェローに叙される。1998年、同じくIEEEよりコンピュータ教育への貢献を評価されTaylor L. Booth Education賞を受賞。
2013年、瑞宝中綬章を受章。

## 研究
功績としてReeb graph の提唱、および、コンピュータグラフィックスへの応用がある。